# Блек Рок (Арканзас)
Блек Рок (енгл. Black Rock) град је у америчкој савезној држави Арканзас.

## Демографија
По попису из 2010. године број становника је 662, што је 55 (-7,7%) становника мање него 2000. године.
| Група             | 2000.       | 2010.       |
| Белци             | 708 (98,7%) | 647 (97,7%) |
| Афроамериканци    | 0 (0,0%)    | 0 (0,0%)    |
| Азијати           | 0 (0,0%)    | 1 (0,2%)    |
| Хиспаноамериканци | 2 (0,3%)    | 6 (0,9%)    |
| Укупно            | 717         | 662         |